# Ausbach
Ausbach ist ein Ortsteil der Gemeinde Hohenroda im osthessischen Landkreis Hersfeld-Rotenburg.

## Geographie
Der Ort liegt im Landecker Amt in der Rhön.

## Geschichte
Die älteste bekannte schriftliche Erwähnung von Soislieden erfolgte im Jahr 1330.
Ab 1401 gehörte der Ort zum Amt Friedewald, ab 1736 zum Amt Landeck. Die Evangelische Kirche Ausbach wurde von 1730 bis 1732 errichtet. An diesem Standort muss aber schon vorher eine Wehrkirche gestanden haben. Die Kirche zeichnet sich durch ihre besondere Deckenmalerei (Himmelsgewölbe) sowie einen alten Altar aus. Die Ausmalung der Kirche erfolgte 1733 durch den in Schenklengsfeld ansässigen Maler Gustav Altmöller.

### Gebietsreform
Am 1. Februar 1972 wurde die bis dahin selbständige Gemeinde Ausbach im Zuge der Gebietsreform in Hessen in die ein Jahr zuvor neu gebildete Gemeinde Hohenroda eingemeindet.
Für den Ortsteil Ausbach wurde ein Ortsbezirk mit Ortsbeirat und Ortsvorsteher nach der Hessischen Gemeindeordnung gebildet.

### Bevölkerung
Einwohnerentwicklung
| Ausbach: Einwohnerzahlen von 1834 bis 2020 | Ausbach: Einwohnerzahlen von 1834 bis 2020 | Ausbach: Einwohnerzahlen von 1834 bis 2020 | Ausbach: Einwohnerzahlen von 1834 bis 2020 | Ausbach: Einwohnerzahlen von 1834 bis 2020 |
| --- | ------------------------------------------ | ------------------------------------------ | ------------------------------------------ | ------------------------------------------ |
| Jahr |                                            |                                            |                                            | Einwohner                                  |
| 1834 | 1834                                       |                                            | 344                                        | 344                                        |
| 1840 | 1840                                       |                                            | 391                                        | 391                                        |
| 1846 | 1846                                       |                                            | 427                                        | 427                                        |
| 1852 | 1852                                       |                                            | 412                                        | 412                                        |
| 1858 | 1858                                       |                                            | 421                                        | 421                                        |
| 1864 | 1864                                       |                                            | 419                                        | 419                                        |
| 1871 | 1871                                       |                                            | 400                                        | 400                                        |
| 1875 | 1875                                       |                                            | 407                                        | 407                                        |
| 1885 | 1885                                       |                                            | 402                                        | 402                                        |
| 1895 | 1895                                       |                                            | 420                                        | 420                                        |
| 1905 | 1905                                       |                                            | 452                                        | 452                                        |
| 1910 | 1910                                       |                                            | 484                                        | 484                                        |
| 1925 | 1925                                       |                                            | 525                                        | 525                                        |
| 1939 | 1939                                       |                                            | 605                                        | 605                                        |
| 1946 | 1946                                       |                                            | 862                                        | 862                                        |
| 1950 | 1950                                       |                                            | 897                                        | 897                                        |
| 1956 | 1956                                       |                                            | 842                                        | 842                                        |
| 1961 | 1961                                       |                                            | 835                                        | 835                                        |
| 1967 | 1967                                       |                                            | 854                                        | 854                                        |
| 1970 | 1970                                       |                                            | 859                                        | 859                                        |
| 1980 | 1980                                       |                                            | ?                                          | ?                                          |
| 1990 | 1990                                       |                                            | ?                                          | ?                                          |
| 2000 | 2000                                       |                                            | ?                                          | ?                                          |
| 2011 | 2011                                       |                                            | 729                                        | 729                                        |
| 2015 | 2015                                       |                                            | 834                                        | 834                                        |
| 2020 | 2020                                       |                                            | 811                                        | 811                                        |
| Datenquelle: Historisches Gemeindeverzeichnis für Hessen: Die Bevölkerung der Gemeinden 1834 bis 1967. Wiesbaden: Hessisches Statistisches Landesamt, 1968. Weitere Quellen: ; Gemeinde Mansbach; Zensus 2011 |                                            |                                            |                                            |                                            |

Religionszugehörigkeit
 Quelle: Historisches Ortslexikon
| • 1885: | 402 evangelische (= 100 %) Einwohner                              |
| • 1961: | 750 evangelische (= 89,28 %), 76 katholische (= 9,10 %) Einwohner |

## Sehenswürdigkeiten
Für die unter Denkmalschutz stehenden Kulturdenkmale des Ortes siehe die Liste der Kulturdenkmäler in Ausbach.

## Sonstiges
Im Jahre 1995 wurde die Kuppenrhöner Kelterei in Betrieb genommen. Dort wird die Apfelsorte Ausbacher Roter verarbeitet.
Im Ort gibt es eine Bürgerbegegnungsstätte in der Hofreite Hahn und ein Dorfmuseum.
Durch den Ort führt der Solztalradweg, der Teil des Bahnradwegs Hessen ist. Dieser führt von Hanau auf ehemaligen Bahntrassen ca. 250 km durch den Vogelsberg und die Rhön und endet in Bad Hersfeld.